# Anna Clasina van Hattem
Anna Clasina van Hattem (Breda, 14 februari 1924 – Amsterdam, 24 januari 1984) was een Nederlands architect aangesloten bij de Bond van Nederlandse Architecten.

## Leven en werk
Zij was dochter van (districts)bestuurder van de vakbond Algemene Nederlandse Metaalbedrijfsbond Dirk Willem van Hattem (ridder in de Orde van Oranje Nassau) en Johanna Beeks. Zelf bleef ze gezien haar bericht van overlijden vermoedelijk ongehuwd. Ze werd gecremeerd op Westgaarde.
Het zag er in eerste instantie niet naar uit dat ze architect zou worden. Haar opleiding werd al onderbroken door het uitbreken van de Tweede Wereldoorlog, maar dreigde ook te stokken door de beperkte mogelijkheden van vrouwen binnen de architectuur. Haar vader stelde daarom dat ze naar de HBS in Arnhem “een vak moest leren”, te weten onderwijzeres. Daartoe ging ze naar de Kweekschool voor onderwijzers; ze haalde er de akte voor lager onderwijs. Ze had echter al vanaf haar jeugd artistieke aspiraties richting beeldhouwen en tekenen, iets dat ze benadrukte in haar kweekschoolperiode. Ze vond die kunstvormen te persoonlijk en begon derhalve aan de Middelbare technische school (MTS) een opleiding richting architectuur. Daaropvolgend kwam een combinatie van praktijk (werken op een architectenbureau) en een opleiding bij de Vereniging voor Voortgezet en Hoger Bouwkunst Onderricht. Na die studie volgde nog een tweejarige opleiding Hoger Bouwkunst Onderricht (HBO).
Ondanks schampere opmerkingen hier en daar ("waarom zij het in haar hoofd haalde bouwkundig tekenaar te willen worden") kwam ze te werken bij de Gemeente Amsterdam. Zij hadden destijds een opleidingsregeling die vijf jaar in beslag nam. In het laatste jaar mocht ze particulier opdrachten aannemen, doch koos er op 1 april 1963 voor te gaan werken voor de gemeentelijke dienst Publieke Werken. Ze moest haar loopbaan opboksen tegen een mannenwereld. Zo waren er in 1952 slechts 83 vrouwen werkzaam bij Publieke Werken met een personeelsbestand van 2600, aldus Erfgoed van de Week maart 2025. 
Daar kon ze aan de slag bij het ontwerpen van sociale woningbouw (woningwetwoningen) in de nieuwbouwwijken binnen het Algemeen Uitbreidingsplan van Cornelis van Eesteren. Er kwamen voor 1963 al van haar hand woonblokken in Osdorp met respectievelijk 648 en 310 kleine woningen. Ook zijn er van haar sporen van haar de vinden in Nieuwendam en Buiksloot. De kwaliteit was nog enigszins ondergeschikt aan de standaardisering binnen de toenmalige woningbouw. Van haar zijn vier grotere complexen van later datum bekend: Het zijn een ontmoetingscentrum in Buitenveldert (Van Leijenberghlaan, hoek Van Nijenrodeweg),   een politiebureau aan Lijnbaansgracht 219,   de Sporthallen Zuid ter waarde van 18 miljoen gulden  en Sporthal De Pijp. De opening van die laatste sporthal maakte ze nog net mee, amper een jaar later overleed ze.

## Vrouwen van het UAP
In het voorjaar van 2024 (maart-juli met nog een verlenging) besteedde het Van Eesteren Museum aandacht aan  vier vrouwelijke architecten (en hun oeuvre) werkend voor de Dienst der Publieke Werken ter invulling van het Algemeen Uitbreidingsplan van Cor van Eesteren en Ko Mulder. Er werd aandacht besteed aan het werk van Ko Mulder zelf, maar ook aan werk van Manon Peyrot, Koos Pot-Keegstra en Anna van Hattum.  In het kader daarvan werd er onderzoek gedaan naar haar oeuvre en kwam er een ietwat vollediger en gespecificeerdere lijst, die in 2025 door gemeente Amsterdam werd aangehaald in de rubriek Erfgoed van de week:

- Markengouw en Ganzeveldstraat met tuininrichting door Mien Ruys, Amsterdam-Noord
- Aakstraat, Koopvaarderplantoen en Beurtschipperstraat, Banne Buiksloot
- Buitenvelderts Ontmoetingscentrum, Buitenveldert (tuinstad)/Buitenveldert
- Bouman Academie; een Pedagogische Academie, die tegenover de Gerrit Rietveld Academie stond met inspiratie door architect Arne Jacobsen
- Sporthallen Zuid met een gevelschildering door Marte Röling (gesloopt in 2023)
- haar laatste ontwerp was het politie- en brandweerbureau Flierbosdreef; ze mocht de opening niet meer meemaken.